# David Hewlett

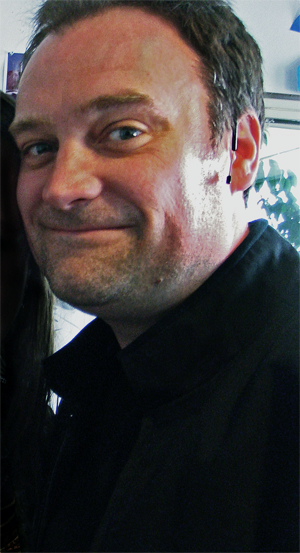
David Hewlett (2008)

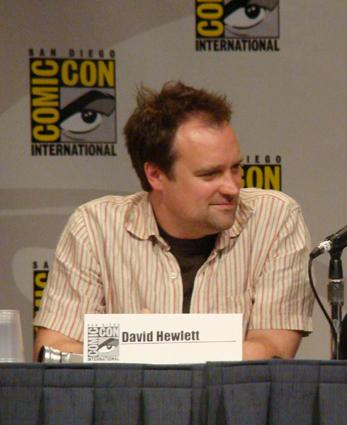
David Hewlett (2007)

David Ian Hewlett (* 18. April 1968 in Redhill, Vereinigtes Königreich) ist ein kanadischer Schauspieler und gelegentlicher Regisseur.

## Leben
Geboren in England, wanderte seine Familie während seiner frühen Kindheit nach Kanada (Ostküste) aus. Sein Vater ist Arzt und Hewlett selbst engagiert sich für Ärzte ohne Grenzen.
Er besuchte die Toronto’s St. George’s College Choir School for Boys und lernte dort seinen Klassenkameraden Vincenzo Natali kennen, für den er später in 8 mm- und 16 mm-Filmen mitwirken sollte (Cube, Nothing).
Nach Verlassen der Schule startete er in den späten 1980er Jahren seine Schauspielkarriere. Hewlett gründete eine eigene Computerfirma namens Darkyl New Media, benannt nach dem Pferd, auf dem er als Kind Reiten lernte. Als Darsteller trat er in (Billig-)Produktionen des Horrorgenres wie The Darkside oder Pin auf und absolvierte Gastauftritte in diversen Fernseh-Shows wie My Secret Identity und Friday the 13th. Nebenbei betätigte er sich auch als Computerexperte für das Network Voice-Tel Canada.
1996 – nach Auftritten in einigen kanadischen Filmen wie Scanners II, Desire, Hell at Sunset Motel und einer kleinen Rolle in der Fernsehserie Kung Fu – bekam Hewlett eine größere Rolle in der erfolgreichen kanadischen Serie The Traders als Grant Jansky, welche für den Gemini Award nominiert wurde. Außerdem gewann er den Golden Sheaf Award für den Kurzfilm Elevated, in dem er den Security Chef spielte.
Hewlett zog nach Los Angeles, wo er unter anderem eine Rolle in Emergency Room annahm.
Dann, kurz vor Stargate Atlantis, kamen Filme wie Nothing (von Natali), Foolproof und Ice Men sowie Gastauftritte in Without a Trace, The District und Hauptrollen in den SciFi-Channel-Filmen Boa vs. Python und Darklight.
Als Stargate Atlantis anlief, sprach er ursprünglich nicht für Rodney McKay vor, sondern für eine andere Rolle. Die Autoren und Produzenten änderten jedoch ihre Meinung und ersetzten den geplanten schwedischen Arzt mit dem Charakter Rodney McKay. Das ganze war so kurzfristig geplant, dass Hewlett selbst erst am vierten Drehtag offiziell zum Cast der Serie gehörte.
2007 produzierte er mit A Dog’s Breakfast – Eine Leiche für den Hund seinen ersten Film. Zudem gab er mit diesem sein Debüt als Regisseur und Drehbuchautor. In diesem wirken neben ihm selbst auch seine Schwester Kate Hewlett und Stargate Atlantis-Co-Stars Paul McGillion und Rachel Luttrell sowie der aus Stargate-SG-1 bekannte Schauspieler Christopher Judge mit. 2011 folgte mit Rage of the Yeti sein zweites Regiewerk, 2014 inszenierte er Debug – Feindliches System.
2011 war er neben James Franco, John Lithgow und Freida Pinto als Hunsiker in der Kinoproduktion Planet der Affen: Prevolution zu sehen. 2012 stand er mit Landsfrau Michelle Nolden, für Vincenzo Natalis Mystery-Thriller Haunter vor der Kamera.
Er ist verheiratet mit Jane Loughman und hat einen Sohn.

## Filmografie (Auswahl)

### Schauspieler
- 1987: Nachtstreife (Night Heat, Fernsehserie, Folge 3x18)
- 1988: Pin (Pin …)
- 1990: Die Zeit der bunten Vögel (Where the Heart Is)
- 1991: Scanners II (Scanners II: The New Order)
- 1992: Schwarzer Tod (Quiet Killer, Fernsehfilm)
- 1993: The Boys of St. Vincent – Teil 2: Späte Wahrheit – 15 Jahre später (The Boys of St. Vincent: 15 Years Later)
- 1993–1996: Kung Fu – Im Zeichen des Drachen (Kung Fu – The Legend Continues, Fernsehserie, 15 Folgen)
- 1997: Am zweiten Weihnachtstag (On the 2nd day of Christmas, Fernsehfilm)
- 1997: Cube
- 1999: Survivor – Das Grauen aus dem ewigen Eis (Survivor, Fernsehfilm)
- 2001: Century Hotel
- 2001: Gefangen im Bermuda-Dreieck (The Triangle)
- 2001–2002, 2005–2007: Stargate – Kommando SG-1 (Stargate SG-1, Fernsehserie, 7 Folgen)
- 2002: Emergency Room – Die Notaufnahme (ER, Fernsehserie, Folge 8x04)
- 2002: Cypher
- 2003: Nothing
- 2003: Foolproof – Ausgetrickst (Foolproof)
- 2003: Mutant X (Fernsehserie, Folge 3x05)
- 2004: Boa vs. Python
- 2004: Liliths Fluch (Darklight)
- 2004–2009: Stargate Atlantis (Fernsehserie, 100 Folgen)
- 2007: A Dog’s Breakfast – Eine Leiche für den Hund (A Dog’s Breakfast)
- 2007: Sanctuary – Wächter der Kreaturen (Sanctuary, Webserie)
- 2009: The Closer (Fernsehserie, Folge 5x04)
- 2009: Helen
- 2009: Splice – Das Genexperiment (Splice)
- 2010: Whistleblower – In gefährlicher Mission (The Whistleblower)
- 2010–2011: Hellcats (Fernsehserie, 2 Folgen)
- 2011: Time Machine: Rise of the Morlocks
- 2011: Stargate Universe (Fernsehserie, Folge 2x15)
- 2011: Planet der Affen: Prevolution (Rise of the Planet of the Apes)
- 2013: Haunter – Jenseits des Todes (Haunter)
- 2013: Darknet – Nur ein Klick zum Horror (Darknet, Fernsehserie, Folge 1x01)
- 2015–2016: Dark Matter (Fernsehserie, 6 Folgen)
- 2016–2017: Incorporated (Fernsehserie, 3 Folgen)
- 2016–2017: Murdoch Mysteries (Fernsehserie, 2 Folgen)
- 2016: Suits (Fernsehserie, Folge 6x03)
- 2017: Shape of Water – Das Flüstern des Wassers (The Shape of Water)
- 2019: Hudson & Rex (Fernsehserie, 2 Folgen)
- 2019: Midway – Für die Freiheit (Midway)
- 2021: See – Reich der Blinden (See, Fernsehserie, Folge 2x03)
- 2021: Nightmare Alley
- 2021: Departure (Fernsehserie, 6 Folgen)
- 2021: Private Eyes (Fernsehserie, 1 Folge)
- 2022: Guillermo del Toro’s Cabinet of Curiosities (Fernsehserie, 1 Folge)

### Regisseur
- 2007: A Dog’s Breakfast – Eine Leiche für den Hund (A Dog’s Breakfast)
- 2011: Rage of the Yeti – Gefährliche Schatzsuche (Rage of the Yeti)
- 2014: Debug – Feindliches System (Debug)

### Drehbuchautor
- 2003: Nothing
- 2007: A Dog’s Breakfast – Eine Leiche für den Hund (A Dog’s Breakfast)
- 2014: Debug – Feindliches System (Debug)

### Synchronsprecher
- 2023: The Last Worker (Videospiel)